# 945 Барселона
945 Барселона (945 Barcelona) — астероїд головного поясу, відкритий 3 лютого 1921 року.
Тіссеранів параметр щодо Юпітера — 3,153.